# O Conciliábulo
O Conciliábulo foi um jornal mural informal e satírico produzido quase diariamente entre 1962 e 1965, durante as quatro sessões do Concílio Vaticano II. Escrito em português, com inserções em italiano, latim e outros idiomas, destinava-se aos prelados hospedados na Domus Mariæ, em Roma, local de moradia dos bispos brasileiros, durante o evento conciliar. 
O jornal tinha como editor Dom Alberto Gaudêncio Ramos, arcebispo de Belém do Pará, com colaboração de outros prelados.
Apresentava o lema “Um jornal excelente para excelências”, o boletim era artesanal, confeccionado em uma única folha, no formato A3, com textos datilografados e manuscritos, lápis de cor, recortes de jornais, revistas, charges e fotografias. Era afixado no quadro de avisos, sob uma proteção de vidro, à entrada da Domus Mariæ.
Seu conteúdo mesclava informações úteis, como efemérides (aniversários de nascimento, nomeações, ordenações episcopais), programação das conferências paralelas às sessões conciliares, falas de bispos na Rádio Vaticano e eventos da CNBB, com comentários políticos, críticas discretas à Cúria Romana e um humor característico.
Mais de 230 edições foram preservadas, tornando-se uma das principais fontes vivas e cotidianas da memória do Concílio sob a perspectiva brasileira. Apesar de seu tom leve e irônico, o jornal também reflete aspectos relevantes da teologia conciliar, abordando de maneira indireta os debates das proposições e dos documentos do Vaticano II.

### Interesse acadêmico
O jornal mural O Conciliábulo, produzido durante o Concílio Vaticano II (1962–1965), é uma fonte singular para a pesquisa histórica sobre o evento, especialmente no contexto brasileiro. A dissertação de Bruno Manoel Socher (Bastidores do Concílio Vaticano II a partir do jornal O Conciliábulo, PUCPR, 2017) dedica-se inteiramente a essa publicação, analisando mais de 230 edições para revelar o cotidiano, o humor e os bastidores da atuação dos bispos hospedados na Domus Mariæ.
José Oscar Beozzo, em sua tese (Padres conciliares brasileiros no Vaticano II, USP, 2001) , registra a relevância documental do jornal mural, utilizando-o como uma das fontes para reconstruir a presença e a atuação dos prelados brasileiros no Concílio. Ambas as pesquisas evidenciam o valor histórico de O Conciliábulo não apenas como registro satírico, mas como espelho do ambiente e das tensões vividas por seus protagonistas durante esse período.